# Prince of Wales Reach
Prince of Wales Reach är ett vattendrag i Kanada.   Det ligger i provinsen British Columbia, i den sydvästra delen av landet, 3 600 km väster om huvudstaden Ottawa.
Runt Prince of Wales Reach är det mycket glesbefolkat, med 3 invånare per kvadratkilometer.